# Medalha de Apreciação do Chefe do Estado-Maior
A Medalha de Apreciação do Chefe do Estado-Maior (em hebraico: אות הערכה מטעם הרמטכ"ל, Ot Ha'araha) é uma condecoração militar israelense.

## História

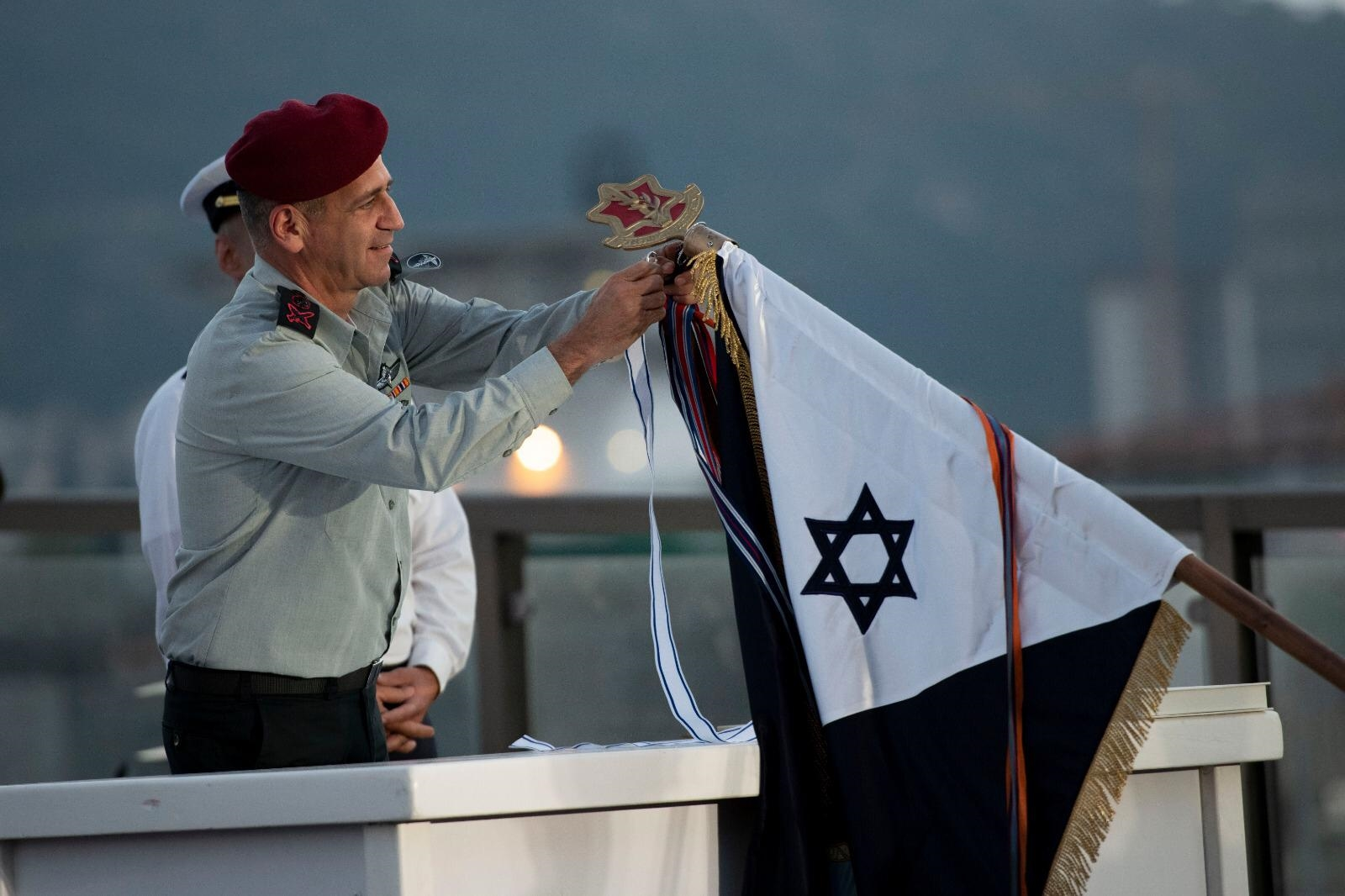
O Chefe do Estado-Maior Aviv Kochavi atribui a medalha à Flotilha de Barcos de Mísseis de Israel (3ª Flotilha) em 2019.

A medalha foi instituída em 26 de abril de 1981. É concedido a civis e militares que contribuam para o fortalecimento das Forças de Defesa de Israel (FDI) ou a segurança de Israel. A medalha pode ser concedida a cidadãos de Israel, bem como a cidadãos de Estados estrangeiros, incluindo militares.
O seu agraciamento é descrito como "uma expressão simbólica de apreciação por atos de importância superior que contribuem direta ou indiretamente para o fortalecimento das FDI e que beneficiam significativamente a segurança de Israel." Se o agraciado não estiver mais vivo, a medalha pode ser apresentada a seus parentes mais próximos.

### Agraciamento
A medalha foi concedida 10 vezes: 4 postumamente, 2 premiações de grupo (soldados da defesa antimísseis da Cúpula de Ferro e Patriot), e o resto para indivíduos (a maioria deles americanos). O agraciado mais conhecido da medalha é o astronauta israelense Ilan Ramon, que a recebeu após sua morte durante uma missão do Ônibus Espacial Columbia.
A decisão de publicar a entrega da medalha levará em conta as circunstâncias e a identidade do agraciado. Os agraciados têm o direito de usar a medalha em todos os momentos, sendo usadas no lado esquerdo do peito. Os agraciados da condecoração, enquanto estiverem em Israel durante o Dia da Independência, são convidados para a cerimônia de abertura no Monte Herzl, em Jerusalém. Se estiverem no exterior, são convidados para as recepções organizadas pelo adido militar ou embaixador de Israel.

## Características
A condecoração consiste em uma medalha redonda de cor prata que pende de uma fita azul-claro e branca, as cores da bandeira de Israel. O anverso tem uma Estrela de Davi sobreposta com uma espada e um ramo de oliveira, o antigo emblema do Haganá. O reverso é liso com um parafuso e porca que seguram a fita, a qual está dobrada sobre uma barra.

## Agraciados notáveis

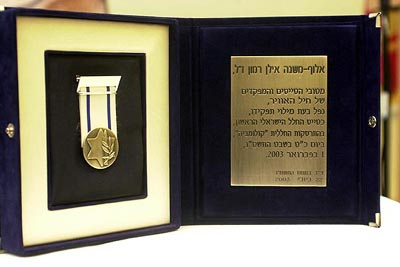
A medalha com a caixa e certificado concedida a Ilan Ramon.

- Coronel Ilan Ramon, FAI (postumamente)
- General Martin Dempsey, EUA (Presidente do Estado-Maior Conjunto)
- General Joseph Dunford, USMC (Presidente do Estado-Maior Conjunto)
- Membros da equipe de Resposta de Emergência Kiryat Arba pela emboscada em Hebron em 2002 
  - Yitzhak Buanish (postumamente)
  - Alexander Zwitman (postumamente)
  - Alexander Dohan (postumamente)
  - Elijah Libman
- Unidades da Operação Margem Protetora
  - Unidades da Cúpula de Ferro
  - Unidade tecnológica da Direção de Inteligência Militar